# Golmbach
Golmbach település Németországban, azon belül Alsó-Szászország tartományban. Lakosainak száma 884 fő (2023. december 31.).

## Népesség
A település népességének változása:
| Lakosok száma | 947  | 930  | 914  | 887  | 886  | 884  |
|               | 2016 | 2017 | 2019 | 2021 | 2022 | 2023 |